# Panicum tricholaenoides
Panicum tricholaenoides är en gräsart som beskrevs av Ernst Gottlieb von Steudel. Panicum tricholaenoides ingår i släktet vipphirser, och familjen gräs. Inga underarter finns listade i Catalogue of Life.